# Pyrochlora
Pyrochlora es un género de polillas coloridas en la familia Geometridae. Fue erigido por el entomólogo británico William Warren en 1895. Se encuentra distribuido en el Neotrópico. Tiene gran parecido con los géneros Tachychlora, Tachyphyle y Rhodochlora, con las que tiene cierta concordancia en coloración.

## Especies
Cuenta con dos especies:

| Pyrochlora | \| \| Pyrochlora majorcula Dyar, 1925 \| \| \| \| \| \| Pyrochlora rhanis Cramer, 1777 \| \| \| \| |
|            | \| \| Pyrochlora majorcula Dyar, 1925 \| \| \| \| \| \| Pyrochlora rhanis Cramer, 1777 \| \| \| \| |
|            | Pyrochlora majorcula Dyar, 1925                                                                    |
|            | |
|            | Pyrochlora rhanis Cramer, 1777                                                                     |
|            | |